# Komitet Olimpijski Irlandii
Komitet Olimpijski Irlandii (OCI) (ang. Olympic Council of Ireland, irl. Comhairle Oilimpeach na hÉireann) – irlandzki narodowy komitet olimpijski, stowarzyszenie związków i organizacji sportowych z siedzibą w Dublinie. Zajmuje się przede wszystkim organizacją udziału reprezentacji Irlandii w igrzyskach olimpijskich, a także upowszechnianiem idei olimpijskiej i promocją sportu oraz reprezentowaniem irlandzkiego sportu w organizacjach międzynarodowych, w tym w Międzynarodowym Komitecie Olimpijskim.

## Historia
Komitet Olimpijski Irlandii powstał jako Irish Olympic Council 3 czerwca 1922 roku i jeszcze w tym samym roku został uznany przez MKOl. Pierwszą sportową delegację jako niepodległe państwo wysłał na LIO 1924, wcześniej zaś urodzeni w Irlandii sportowcy startowali indywidualnie, bądź reprezentowali barwy innych krajów, przede wszystkim Wielkiej Brytanii. Odtąd irlandzcy sportowcy byli obecni na wszystkich letnich igrzyskach olimpijskich z wyłączeniem roku 1936, zostały one bowiem zbojkotowane w ramach protestu przeciw regułom IAAF. Obecną nazwę organizacja przyjęła w 1952 roku.
Celem organizacji jest organizacja udziału reprezentacji Irlandii w igrzyskach olimpijskich, upowszechnianie idei olimpijskiej, promocja sportu, walka z dopingiem, a także reprezentowanie irlandzkiego sportu przed krajowym rządem oraz w organizacjach międzynarodowych, takich jak MKOl czy EKO.

## Zrzeszone związki sportowe
| Sport                  | Związek                                  | Strona OCI | Strona www |
| ---------------------- | ---------------------------------------- | ---------- | ---------- |
| Badminton              | Badminton Ireland                        |            |            |
| Bobsleje               | Irish Bobsleigh and Skeleton Association |            |            |
| Boks                   | Irish Amateur Boxing Association         |            |            |
| Curling                | Irish Curling Association                |            |            |
| Gimnastyka             | Gymnastics Ireland                       |            |            |
| Golf                   | Golfing Union of Ireland                 |            |            |
| Golf                   | Irish Ladies Golf Union                  |            |            |
| Hokej na lodzie        | Irish Ice Hockey Association             |            |            |
| Hokej na trawie        | Irish Hockey Association                 |            |            |
| Jeździectwo            | Horse Sport Ireland                      |            |            |
| Judo                   | Irish Judo Association                   |            |            |
| Kajakarstwo            | Canoeing Ireland                         |            |            |
| Kolarstwo              | Cycling Ireland                          |            |            |
| Koszykówka             | Basketball Ireland                       |            |            |
| Lekkoatletyka          | Athletic Association of Ireland          |            |            |
| Łucznictwo             | Irish Amateur Archery Association        |            |            |
| Łyżwiarstwo figurowe   | Ice Skating Association of Ireland       |            |            |
| Pięciobój nowoczesny   | Modern Pentathlon Association of Ireland |            |            |
| Piłka nożna            | Football Association of Ireland          |            |            |
| Piłka ręczna           | Irish Olympic Handball Association       |            |            |
| Piłka siatkowa         | Volleyball Association of Ireland        |            |            |
| pływanie               | Swim Ireland                             |            |            |
| Podnoszenie ciężarów   | Irish Amateur Weightlifting Association  |            |            |
| Rugby union            | Irish Rugby Football Union               |            |            |
| Sporty paraolimpijskie | Paralympics Ireland                      |            |            |
| Sporty zimowe          | Snowsport Association of Ireland         |            |            |
| Strzelectwo            | Irish Clay Pigeon Shooting Association   |            |            |
| Strzelectwo            | National Target Shooting Association     |            |            |
| Szermierka             | Irish Fencing Federation                 |            |            |
| Taekwondo              | Irish Taekwondo Union                    |            |            |
| Tenis                  | Tennis Ireland                           |            |            |
| Tenis stołowy          | Irish Table Tennis Association           |            |            |
| Triathlon              | Triathlon Ireland                        |            |            |
| Wioślarstwo            | Rowing Ireland                           |            |            |
| Zapasy                 | Irish Amateur Wrestling Association      |            |            |
| Żeglarstwo             | Irish Sailing Association                |            |            |